# Distretto di Corosha
Il distretto di Corosha è un distretto del Perù nella provincia di Bongará (regione di Amazonas) con 712 abitanti al censimento 2007 dei quali 100 urbani e 612 rurali.
È stato istituito il 20 luglio 1946.